# Ebenezer Place

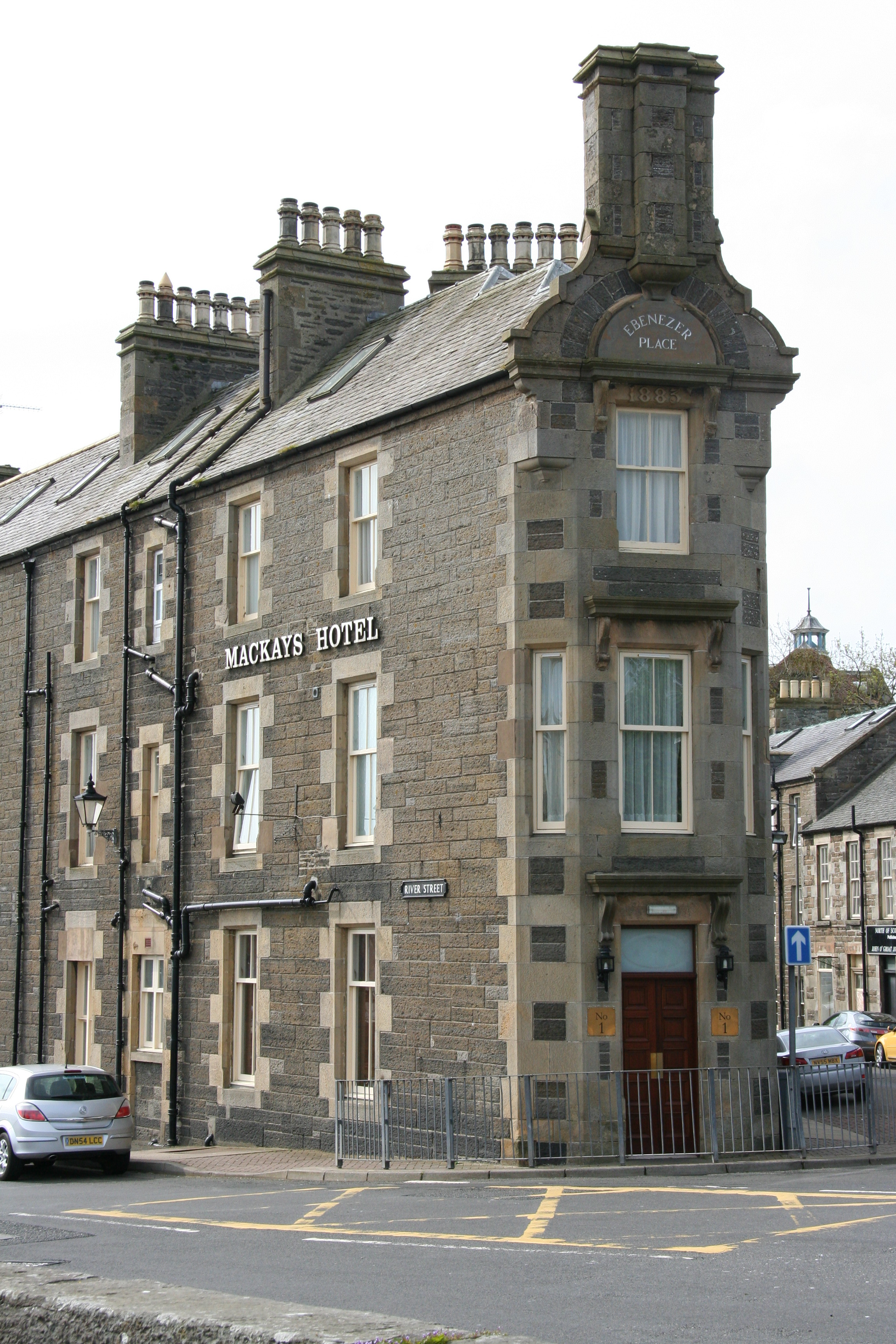
Ebenezer Place, en Wick, haciendo esquina con Union Street a la derecha, y River Street a la izquierda.

Ebenezer Place, en Wick, Caithness, Escocia, es presumiblemente y, acreditada por el Libro Guinness de los récords, la calle más corta del mundo, con apenas 2,06 metros de largo.
En 2006 superó el anterior récord de 5,18 m registrado por Elgin Street. La calle tiene sólo una dirección: la entrada frontal de n.º 1 Bistro, que forma parte del Hotel Mackays.
La calle surgió en 1883, cuando el 1 Ebenezer Place fue construido; el propietario del edificio, un hotel en aquellos tiempos, fue obligado a pintar un nombre en el lado más corto del hotel. Fue oficialmente declarada como calle en 1887.
De no ser por su estatus de calle de pleno derecho, la localización de Ebenezer Place sería simplemente un cruce de Union Street con River Street.